# Costo opportunità
Il costo opportunità in economia è il costo derivante dal mancato sfruttamento di un'opportunità concessa al soggetto economico. Questo concetto è fondamentale per comprendere le decisioni economiche, poiché ogni scelta implica un sacrificio in termini di opportunità perse. In altri termini, il costo opportunità è il sacrificio che un operatore economico deve compiere per effettuare una scelta economica.

## Descrizione
L'alternativa a cui si deve rinunciare quando si effettua una scelta economica è detta costo opportunità (opportunity cost). Ad esempio, quando una persona inizia a lavorare rinuncia ad una parte del proprio tempo libero al fine di ottenere un reddito economico, il tempo libero rappresenta il costo opportunità della scelta.
Per decidere come investire le proprie risorse in senso lato, l'operatore economico spesso valuta i costi e i ricavi che comportano variazioni monetarie. Ma le conseguenze di una scelta non si limitano a decisioni che comportano solo costi e ricavi destinati a essere registrati nella contabilità personale o aziendale, ma riguardano anche l'impiego di altre risorse, ad esempio il tempo.
I costi-opportunità si usano per valutare gli aspetti di scelte che non comportano necessariamente un esborso monetario da parte di qualcuno, ma possono essere utili per scegliere tra diverse strategie alternative in campo economico e più in generale in ogni settore del comportamento umano.

## Storia e Sviluppo del Concetto
Il concetto di costo opportunità è stato sviluppato nel corso del tempo da vari economisti. Uno dei primi riferimenti è attribuito a Friedrich von Wieser, un economista austriaco, che ne parlò nel suo lavoro "Teoria dell'Economia Sociale" del 1914. Successivamente, il concetto è stato affinato da altri economisti come Lionel Robbins, che ha sottolineato l'importanza del costo opportunità nella definizione stessa di economia.

## Applicazioni Pratiche
Il costo opportunità trova applicazione in molte decisioni quotidiane e strategiche. Ad esempio, un'azienda potrebbe dover decidere se investire in nuove attrezzature o espandere la propria forza lavoro. La scelta avrà un costo opportunità rappresentato dall'alternativa non scelta. Allo stesso modo, un governo deve considerare il costo opportunità quando decide come allocare le risorse tra diversi progetti pubblici.

### Esempio
Immaginiamo una persona che debba inviare un documento ad un ufficio. Supponiamo che egli abbia due possibilità: consegnarlo a mano o inviare una raccomandata.
I costi monetari delle due operazioni si possono facilmente calcolare: in un caso (consegna a mano) si tratta del costo del trasporto, nell'altro del costo della raccomandata, più il costo per recarsi all'ufficio postale più vicino.
Tuttavia entrambe le operazioni comportano altri costi, certi o potenziali, che possono influire sulla scelta della strategia migliore. La consegna a mano per esempio, se da un lato permette di risparmiare il costo della raccomandata, dall'altro può comportare un maggior impiego di tempo e fatica, in virtù dei quali il soggetto è costretto a rinunciare a guadagni economici o alla possibilità di godere di tempo libero.
La scelta tra le due strategie deve tener conto non solo dei costi monetizzabili, ma anche di quelli derivanti dalla rinuncia a sfruttare le opportunità perse. In sintesi, il costo dell'utilizzo di una data risorsa per un determinato scopo è misurato con il valore che avrebbe per la migliore alternativa tralasciata.